# Ramiro Venegas Calderón

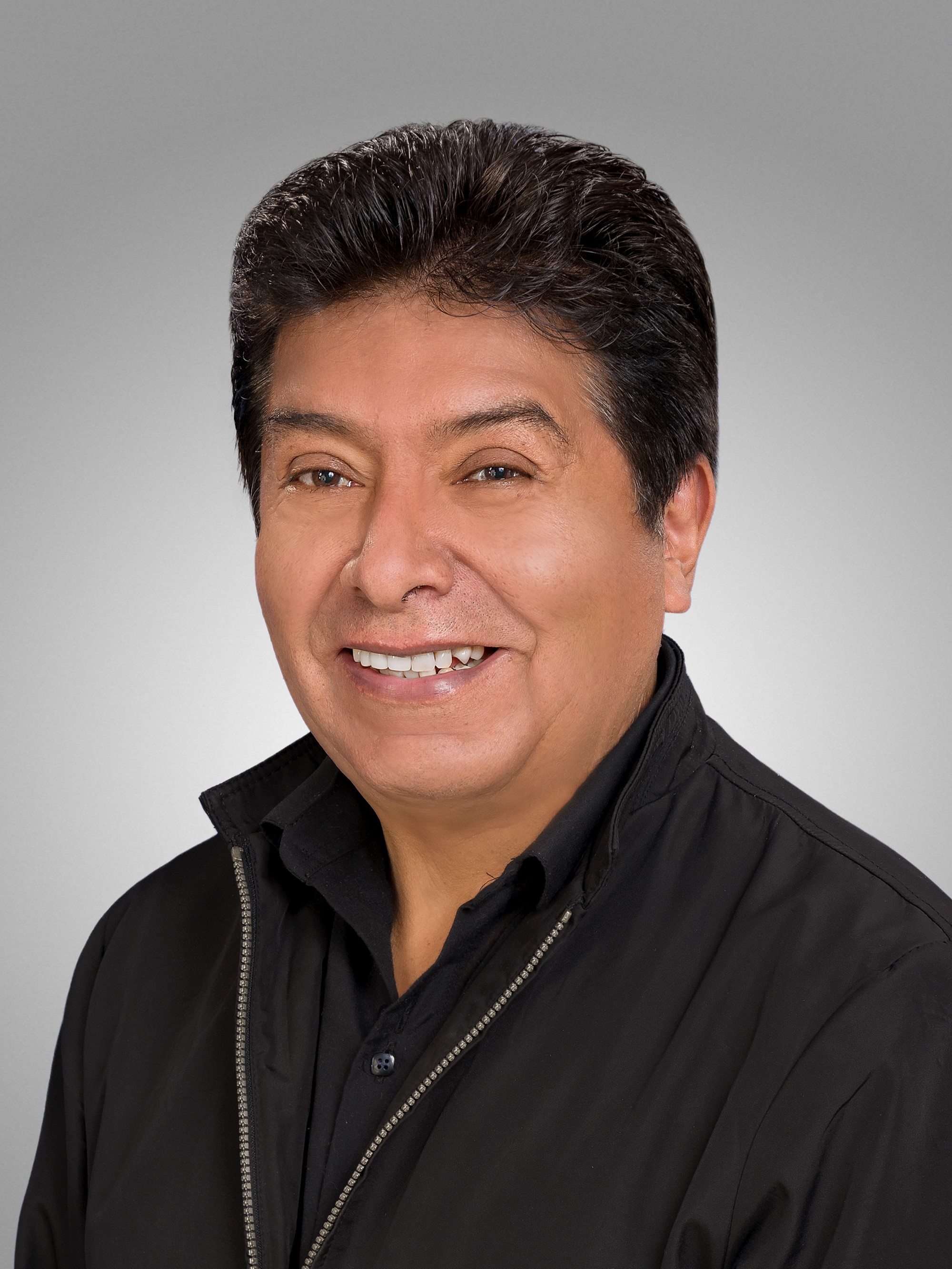
Ramiro Venegas Calderón (2020)

Ramiro Venegas Calderón (* 10. September 1961) ist ein bolivianischer Politiker des MAS-IPSP, der seit 2020 Mitglied des Abgeordnetenhauses von Bolivien ist.

## Leben
Ramiro Venegas Calderón wurde bei der Parlamentswahl am 18. Oktober 2020 für den MAS im Wahlkreis C-9 im Departamento La Paz zum Mitglied des Abgeordnetenhauses von Bolivien gewählt, des Unterhauses der Plurinationalen Legislativen Versammlung Boliviens. Seine Stellvertreterin wurde Ana María Mendoza Aguilar.
Mit Stand 2024 ist Ramiro Venegas Mitglied des Ausschusses für Sozialpolitik und des Unterausschusses für Lebensraum, Wohnen und Grundversorgung.